# 芒特西格諾爾 (加利福尼亞州)
芒特西格諾爾（英語：Mount Signal）是位於美國加利福尼亞州因皮里爾縣的一個非建制地區。該地的面積和人口皆未知。

## 地理
芒特西格諾爾的座標為32°40′42″N 115°38′21″W / 32.67833°N 115.63917°W，而該地的平均海拔高度為-4米（即-13英尺）。